# Крайбрежен совоок дъждосвирец
Крайбрежните совооки дъждосвирци (Esacus magnirostris) са вид средноголеми птици от семейство Туриликови (Burhinidae).

## Разпространение
Разпространени са по морските крайбрежия на Югоизточна Азия и Австралазия, обикновено по изолирани плажове, рифове и мангрови гори.

## Описание
Достигат дължина 55 сантиметра и маса 1 килограм и е най-едрият представител на семейството.